# Carl Johan Bernadotte
Carl Johan Bernadotte, né le 31 octobre 1916 à Stockholm (Suède) et mort le 5 mai 2012 à Ängelholm (Suède), est un ex-membre de la famille royale de Suède, fils du roi Gustave VI Adolphe et de son épouse, née princesse Margaret de Connaught et membre de la famille Bernadotte. Il était l'oncle du roi Charles XVI Gustave et de la reine de Danemark, Margrethe II.

## Biographie
Titré duc de Dalécarlie à sa naissance, il perd son titre et son rang de prince, ainsi que ses droits au trône de Suède, à cause de son mariage avec une roturière, Kerstin Wijmark, à New York en 1946. Ils adoptent deux enfants. Comme il est d'usage, une cour étrangère lui décerne par courtoisie un titre et il est fait comte de Wisborg par la grande-duchesse Charlotte de Luxembourg en 1951, ne faisant plus partie de la famille royale de Suède.
Lorsque son épouse meurt en 1987, il se marie l'année suivante à l'âge de 71 ans avec la comtesse Gunilla Wachtmeister af Johannishus (1923-2016).
Il était le dernier arrière-petit-fils vivant de la reine Victoria à son décès le 5 mai 2012. Il est inhumé dans le cimetière royal d'Haga.

## Héraldique

Armoiries du prince Carl Johan, duc de Dalécarlie de 1916 à 1946.
Armoiries données par le roi Gustave V en 1935.
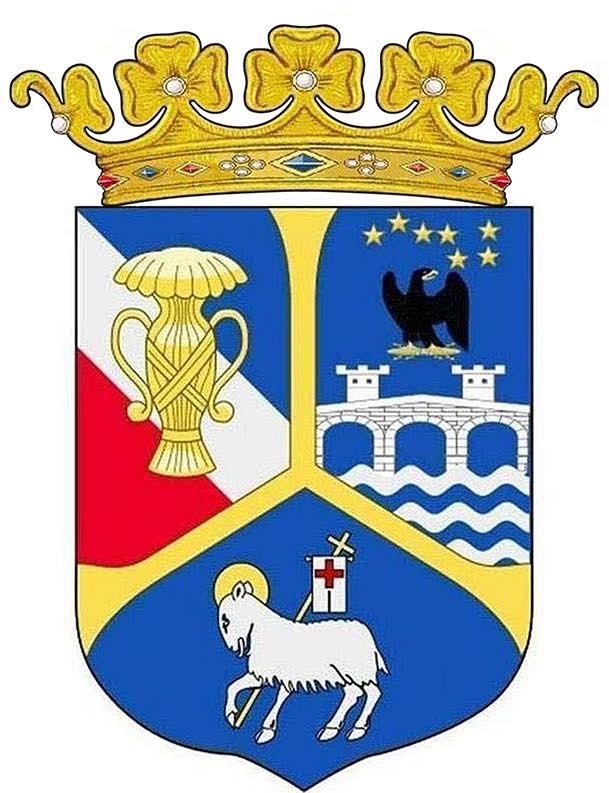
Armoiries du prince Carl Johan Bernadotte dans la noblesse luxembourgeoise[1].
Armoiries des comtes de Wisborg données par la grande-duchesse Charlotte de Luxembourg en 1951.

## Sources
- (sv) Cet article est partiellement ou en totalité issu de l’article de Wikipédia en suédois intitulé « Carl Johan Bernadotte » (voir la liste des auteurs).